# نقارة خانة (كبغيان)
نقارة خانة (بالفارسية: نقاره‌خانه) هي قرية تقع في إيران في قسم كبغيان الريفي. يقدر عدد سكانها بـ 714 نسمة .